# اوغورگلدی (بایبورد)
اوغورگلدی {{ترکی|Uğurgeldi) (به کردی: Peraqos) یک منطقهٔ مسکونی در ترکیه است که در بایبورد واقع شده‌است. اوغورگلدی ۱۰۵ نفر جمعیت دارد.